# Dai Jin
Dai Jin ou Tai Tsin ou Tai Chin, surnom : Wenjin, noms de pinceau : Jingan et Yuquan Sharen, né vers 1388 à Qiantang (province du Zhejiang), mort en 1462, est un peintre de la dynastie Ming, spécialisé dans la scène de genre et le paysage habité par divers personnages.

"Portrait des Six Patriarches de Bodhidharma" (Bodhidharma :fondateur légendaire4 en Chine de l'école du bouddhisme Chan). Dai Jin, encre et couleur sur soie, H. 33,8 cm., L. 219,5 cm. Musée provincial du Liaoning.

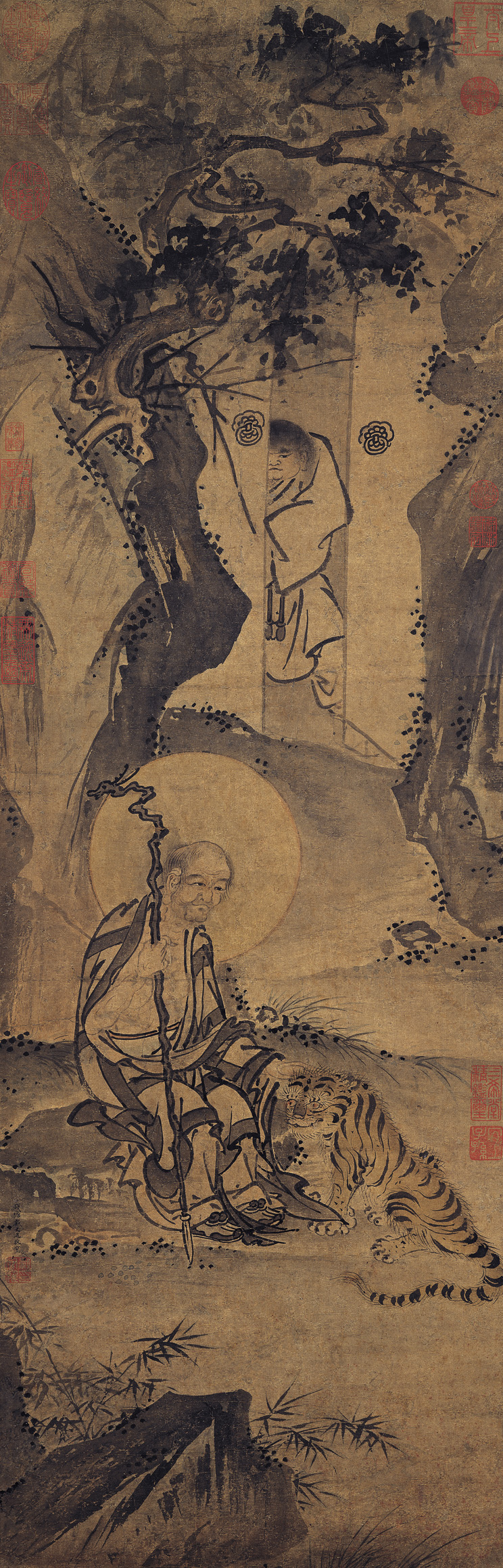
Dai Jin, Ascète avec un tigre. H. 114 cm. Encre et couleurs sur papier

## Les Écoles de peinture de Zhe et de Jiangxia
Alors que la peinture de cour prospérait, deux écoles de peinture prennent de l'importance à l'extérieur du palais : l'école de Zhe, conduite par Dai Jin, et l'école de Jiangxia, conduite par Wu Wei. Ils sont tous deux des peintres professionnels, dont les styles dérivaient des mêmes sources que ceux des peintres de cour. Avec la chute des Song du Sud, un grand nombre de peintres de cour se sont dispersés dans les provinces du Jiangsu, du Zhejiang et du Fujian. Le style académique se répand et ce phénomène donne peu à peu naissance à des peintres professionnels et artistes locaux. L'album du Mont Hua, peint par Wang Lü au début des Ming, est une continuation de cette tradition, comme le sont également les œuvres de Dai Jin.
Avec le peintre Wu Wei, Dai Jin est le seul représentant de la peinture professionnelle de la Dynastie Ming. Le courant de l'école du Zhejiang, dont Wu Wei est le principal tenant, est combattu par la critique lettrée dont l'autorité devient souveraine avec Dong Qichang : la peinture professionnelle ne s'en relèvera pas..

## Biographie
La biographie de Dai Jin est mal connue. Il aurait été artisan orfèvre avant de devenir peintre et de faire un bref passage à l'Académie Impériale de l'empereur  Xuanzong, d'où il est évincé. Sans doute a-t-il une éblouissante facilité de métier mais une médiocre connaissance des milieux mandarinaux de la cour qu'il quitte pour regagner sa région natale.
Dai Jin, natif de Qiantang (actuellement Hangzhou), est orfèvre dans sa jeunesse. Dans la période Xuande, il est recommandé pour servir au palais mais d'autres peintres de la cour, portent par jalousie, diverses accusations contre lui devant l'empereur et il est chassé du palais. De retour chez lui, il vit de la vente de ses peintures et acquiert une vaste renommée. L'école de Zhe vient du nom de sa région natale, mais les autres peintres de cette école viennent d'autres horizons.

### Intrigues de cour
Originaire de Qiantang, dans l'actuelle province de Zhejiang, Dai Jin travaille peu de temps à la cour. Appelé par l'empereur, il semble avoir très vite suscité la jalousie. dans un milieu porté par la servilité, le talent et l'indépendance sont difficilement supportés. Xie Huan (actif de 1426 à 1452), peintre de paysage qui a la confiance de Xuanzong, dessert le nouveau venu auprès du souverain. Dai Jin a peint un pêcheur, vêtu d'un magnifique manteau rouge et jetant sa ligne dans la rivière. Devant l'admiration exprimée par l'empereur, Xie Huan s'avance et déclare : « La couleur rouge ne convient que pour les personnages de la Cour lors des audiences impériales ». Pour un peintre de cour, manquer de style et de jugement n'est guère acceptable. L'empereur en convint, et Dai Jin se voit interdire de présenter d'autres tableaux à la cour.
Les histoires sur ses expériences à la capitale deviennent de plus en plus complexes et absurdes, de nombreux peintres de la cour sont mêlés à l'affaire, dont Xie Huan, Ni Duan, Shi Rui, Li Zai et un élève de Dai Jin, Xia Zhi. Bien qu'on ne puisse déterminer le temps exact que Dai Jin passe à Beijing, il s'y trouve encore quand un ami issu de la même ville que lui, un procurateur du nom de Chen, est démis de ses fonctions et se prépare à rentrer chez lui. À cette occasion, Dai Jin peint Retour au foyer par bateau.

### Styles et influence

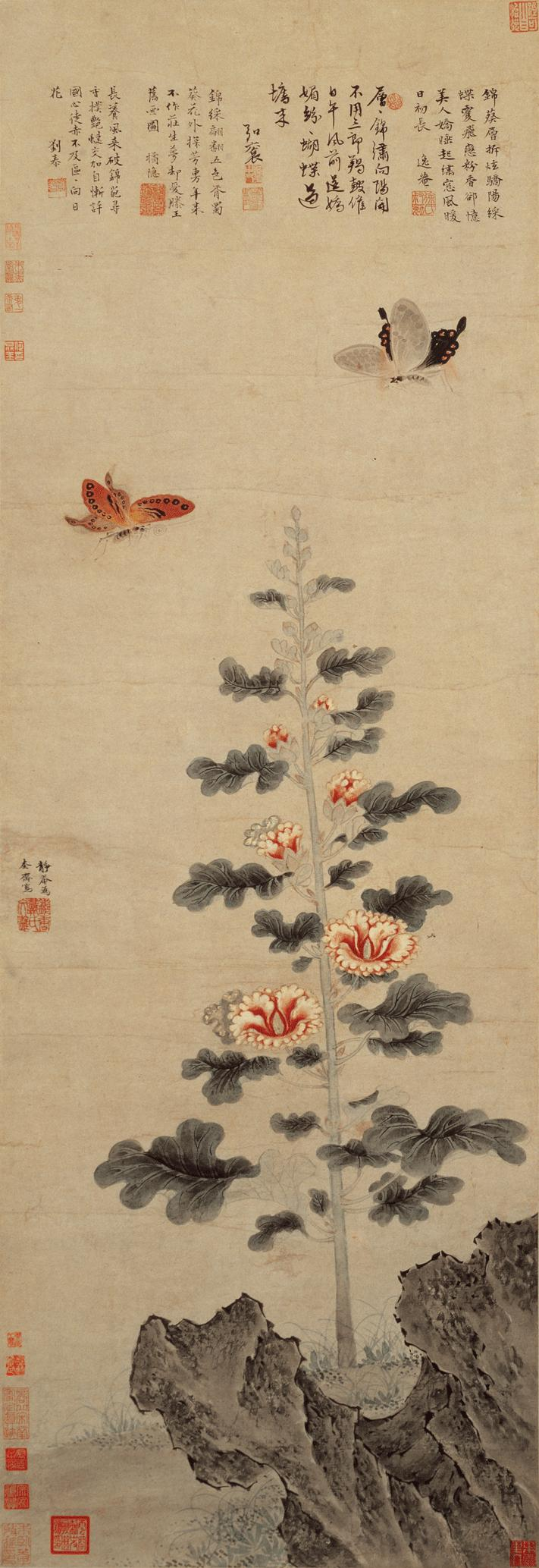
Dai Jin, Roses trémières, rocher et papillons. H. 115 cm. Encre et couleurs sur papier

On le considère comme le fondateur de l'école paysagiste, école qui porte le nom de sa ville, Zhejiang, où sont toujours honorées les traditions paysagistes. Dai Jin leur infuse une vitalité nouvelle : à la tête d'une dynastie d'artistes (son fils, sa fille et son gendre sont peintres), il impose un ensemble de procédés et une esthétique qui connaissent une vogue considérable et suscitent d'innombrables disciples et imitateurs jusqu'au début du XVIIe siècle.
Dans ces années-là, les peintres se spécialisent de plus en plus et un nombre croissant d'entre eux s'inspirent des styles des anciens. Le talent de Dai Jin ne tient pas seulement à son habileté et à sa remarquable technique, mais aussi à la multiplicité de ses thèmes - personnages, paysages, oiseaux-et-fleurs, et à l'usage considérable qu'il fait du legs historique de la peinture chinoise, donc à la multiplicité de ses styles. Ainsi, Montagnes printanières revêtues de vert, reflète avec soin le style de Ma Yuan, dans le rendu des pins en particulier. Voyageurs traversant des passes montagneuses, pour sa part, est influencé par le style de Li Tang et Liu Songnian, seuls les traits de pinceau sont plus détendus et paraissent avoir été appliqués de manière désinvolte. Dans A la recherche du Dao à Dongtian, les pins sont des réminiscences de peintures murales dues à des artistes locaux.
Dans Paysage à la manière de Yan Wengui, l'atmosphère nébuleuse créée par les lavis d'encre et les pointillés porte, semble-t-il, l'empreinte des paysages de la famille Mi (Mi Fu-Mi Youren). Même le critique le plus impitoyable de l'école de Zhe, Dong Qichang, s'étonne de l'imagination et de l'habileté révélées dans cette œuvre : « Dans l'histoire de la peinture de cette dynastie, Dai Jin se détache de façon marquante ». Le plus extraordinaire, dans cette imitation de Yan Wengui, c'est qu'elle est imprégnée d'une touche lumineuse et claire qui n'existe pas dans les couleurs d'origine.
C'est néanmoins dans le paysage que Dai Jin s'est le plus librement exprimé. Il s'inspire alors des maîtres du XIe siècle. C'est au courant stylistique de l'Académie de Hangzhou que s'alimente son talent. Il n'hésite pas à copier une œuvre, mais il sait aussi donner une expression personnelle aux éléments empruntés à la tradition. La nature et les activités humaines s'offraient à lui comme un spectacle. Mû par un rythme rapide, son pinceau manifeste alors une aptitude remarquable à rendre les aspects changeants du monde des phénomènes, le déchaînement soudain de l'orage, la violence d'une averse.
S'il emprunte des techniques de pinceau à l'école de Ma-Xia, il doit beaucoup pour la composition aux grands maîtres des Song du Nord. cela n'est pas totalement satisfaisant dans la mesure où l'ampleur devient prolixité et où l'instantané tombe dans l'anecdote et la scène de genre. Succombant à la tentation de la virtuosité, il reste trop souvent plat et décoratif sans atteindre à une certaine profondeur ni synthèse spatiale. Son principal disciple Wu Wei, va beaucoup plus loin dans le sens de l'audace simplificatrice.

### Notoriété et déclin artistiques
Les peintures de personnages de Dai Jin sont en majeure partie des portraits de religieux taoïstes et bouddhistes, et de la vie recluse d'anciens sages et d'hommes vertueux. L'excursion nocturne de Zhong Kui figure 195 page 213 illustre un thème traditionnel, le pourfendeur de démons qui, selon la mythologie chinoise, se manifeste la nuit pour capturer les mauvais esprits. Gong Kai, de la dynastie des Yuan, a peint le même sujet figure 130 page 142, mais Dai Jin le traite de manière totalement différente.
Six patriarches du bouddhisme Chan présente un autre aspect de la peinture de personnage de Dai Jin. Caractérisée par une attention minutieuse accordée à la composition et aux détails, elle est considérée comme l'une de ses premières œuvres. Dans Élégante réunion à Nanping peint en 1460 durant les dernières années de sa vie, le travail au pinceau et la composition semblent plus libres et plus légers. Le tableau décrit la rencontre entre l'homme de lettres de la dynastie des Yuan, Yang Weizhen, et son ami Mo Jingxing, à Xinghua Zhuang (le « Village de la Fleur d'Abricotier »). Dai Jin a peint ce tableau à la demande de Mo Ju, l'un des descendants de Mo Jingxing.
Il reste peu de peintures d'oiseaux-et-fleurs réalisés par Dai Jin. Trois aigrettes est évocateur de son premier style, qui est une continuation de celui de Ma Yuan. Roses trémières, rochers et papillons figure 196 page 214 représente au contraire le dernier style de Dai Jin. Le grain de la surface des rochers semble peint à traits grossiers, en coups de hache, alors que les roses trémières et les papillons sont exécutés avec finesse et élégance, dans un style qui rappelle les Song du Nord et diffère radialement de l'impétuosité du travail au pinceau de ses débuts. Les nombreux imitateurs du style original de Dai Jin sont appelés peintres de l'École de Zhe, parce que Dai est natif de la province du ZhejiangNicole Vandier-Nicolas, 1983, p. 206.
Avec le peintre Wu Wei, Dai Jin est le seul représentant de la peinture professionnelle de la Dynastie Ming. Ce courant de l'école du Zhejiang, dont il est le principal tenant, est combattu par la critique lettrée dont l'autorité devient souveraine avec Dong Qichang : la peinture professionnelle ne s'en relève pas. Ce n'est qu'aujourd'hui que l'on redécouvre ces artistes et leurs audaces plastiquesNicole Vandier-Nicolas, 1983, p. 149.
Dai Jin est peu connu de son vivant. Les jeunes peintres travaillant dans la même région, l'apprécient, mais son génie n'est reconnu qu'après sa mort.

## Musées
- Berlin (Staatliche Museen) :

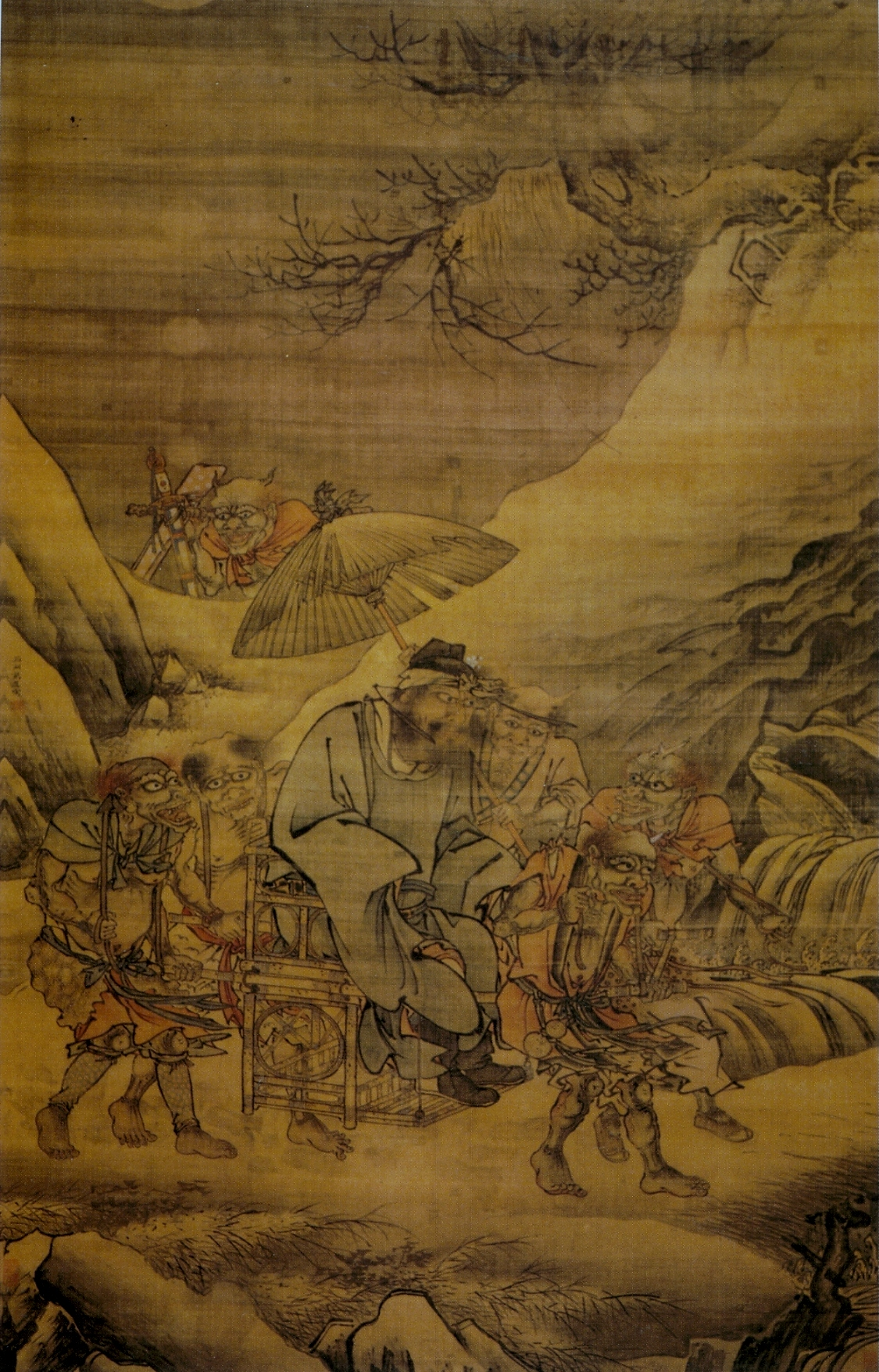
Dai Jin, L'excursion nocturne de Zhong Kui (pourfendeur de démons).
Encre et couleurs sur soie. H. 190 cm. Pékin, Musée du Palais

  - Lettrés dans un pavillon sous les pins près d'une rivière, daté 1446, rouleau en longueur, signé.
- Cleveland (Art Mus.) :
  - Les 10000 lis du Yangzi Jiang, grand rouleau en longueur signé, colophon de Wang Wenzhi, daté 1794.
- Indianapolis (John Herron Art Int.) :
  - Grand paysage, signé.
- Pékin (Palais impérial) :
  - Ferme dans les arbres au pied d'une montagne dans les nuages, signé, inscription de dong Qichang.
  - Auberge au pied de grandes montagnes, encre et couleurs sur papier, dans le style des maîtres Yuan, signé.
  - Paysage avec trois héros arrivant à la porte de Zhuge Liang, encre et couleur sur soie, signé.
  - Papillons et roses trémières, signé, poèmes par quatre contemporains.

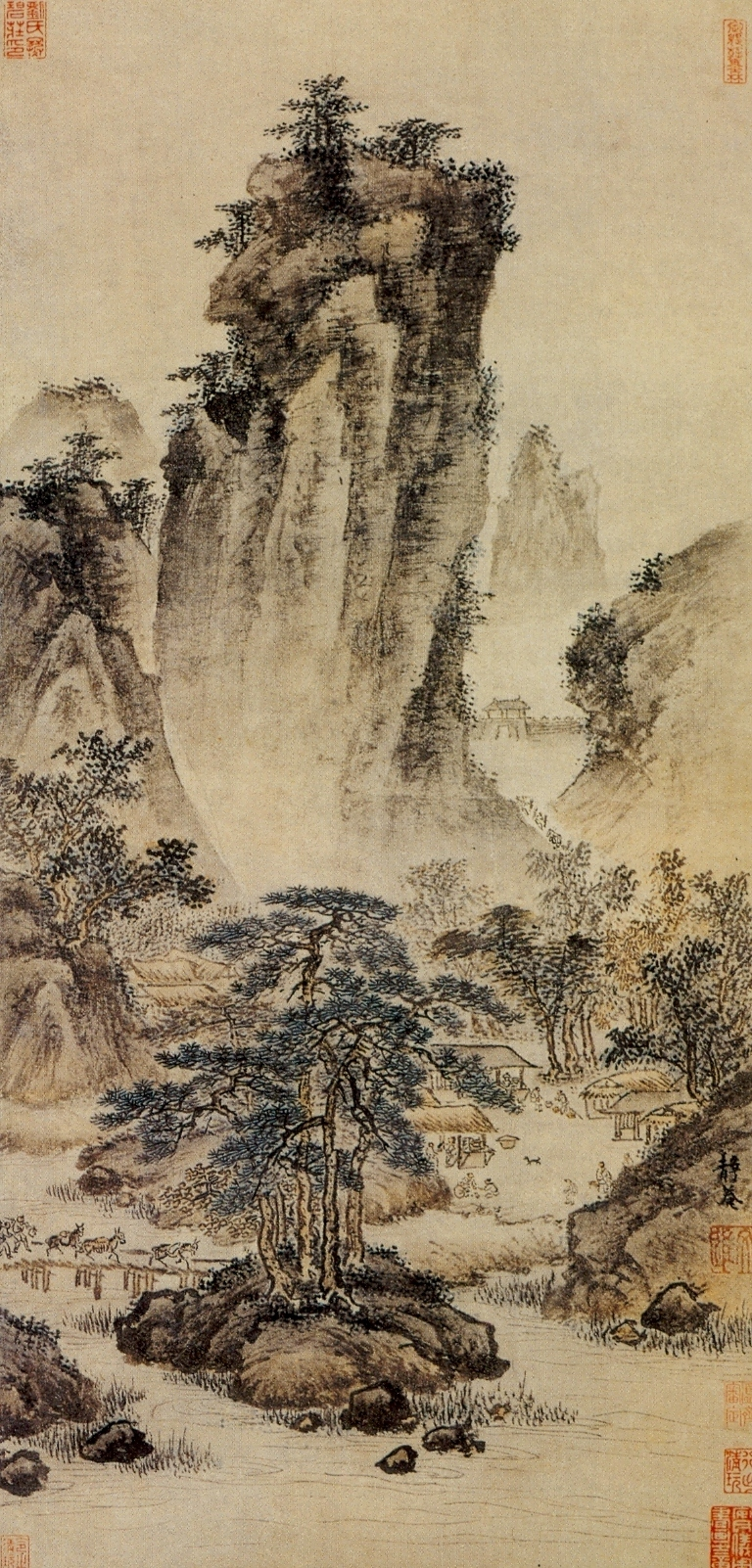
Dai Jin,Voyageurs traversant des passes montagneuses. H. 61,8 cm. Encre et couleurs sur papier. Pékin, Musée du Palais.

- - Branches et troncs de grands pins, grand rouleau en longueur, signé.
  - Wen Wang et Zhou rendant visite à Tai Gong Wang au bord de la Rivière Wei-Ahrat avec un tigre.
- Shanghai :
  - Montagnes verdoyantes au printemps, daté 1449, encre sur papier, rouleau en hauteur, colophon.
  - Vieux pins à flanc de montagne avec un lettré suivi de son serviteur, signé et daté 1445.
- Stockholm (Nat. Mus.) :
  - Poète sur une terrasse, singes dans un arbre, signé.
- Taipei (Mus. du Palais) :
  - Retour tardif d'une expédition au printemps, encre et couleurs légères sur soie.
  - Voyageurs sur un pont, encre et couleurs sur soie, rouleau en hauteur.
  - Béatitude du printemps, encre et couleurs sur soie, rouleau en hauteur.
  - Cinq daims dans les pins, encre et couleurs sur soie, rouleau en hauteur, inscription de Wen Zhengming
  - Tempête sur une rivière, deux hommes sur un bateau, signé.
- Washington DC (Freer Gallery of Art) :
  - Vague et vents d'automne, encre, rouleau en longueur, signé.
  - Pêcheurs au bord du fleuve.